# Nefertiti piercing
O Nefertiti piercing é um piercing genital que é a combinação do piercing no capuz clitoridiano vertical e o Christina piercing. A cicatrização pode ser lenta dado a quantidade de tecido que a jóia deve atravessar. Barras flexíveis são recomendadas por piercers profissionais devido a pressões que podem ser aplicadas no piercing da passagem através de muita carne.
Seu nome vem da rainha egípcia Nefertiti;  o piercing foi desenvolvido na década de 1990.